# Eugen Bracht
Eugen Felix Prosper Bracht (né le 3 juin 1842 à Morges, mort le 15 décembre 1921 à Darmstadt) est un peintre allemand.

## Biographie
À huit ans, sa famille s'installe à Darmstadt. Il devient l'élève de Friedrich Frisch (de) et Karl Ludwig Seeger. Johann Wilhelm Schirmer le remarque et le pousse à aller en 1859 à l'Académie des beaux-arts de Karlsruhe. Bracht passe l'été 1860 dans la Forêt-Noire avec Emil Lugo et Hans Thoma.
Financé et soutenu par son professeur, il va en 1861 à Düsseldorf pour être l'élève de Hans Fredrik Gude. Il intègre son atelier mais le quitte peu après. Il vient à Berlin en 1864. Il travaille dans différents domaines commerciaux et devient indépendant en 1870 en montant sa propre société. Mais il fait rapidement faillite à cause de la guerre franco-allemande de 1870.
Il revient au printemps 1876 auprès de Gude et commence à connaître ses premiers succès avec des paysages de la mer Baltique et de la lande de Lunebourg.
En 1880 et 1881, il entreprend avec Carl Coven Schirm et Adolf Meckel von Hemsbach (en) un long voyage à travers l'Égypte, la Palestine et la Syrie. Il en rapporte des tableaux de paysages et de motifs orientaux.
En 1882, Bracht devient professeur de la peinture paysagiste de l'Académie des arts de Berlin. Il y peint en 1883 avec Anton von Werner un panorama mettant en scène la Bataille de Sedan.
Entre 1901 et 1919, il intervient à l'Académie des beaux-arts de Dresde. Après sa retraite, il revient vivre à Darmstadt.
On compte parmi ses élèves Heinrich Harder, Paul Mishel (de), Hans Hartig, Artur Henne (de). Bracht participait à la sélection des artistes soutenus par le producteur de chocolat Ludwig Stollwerck (de).

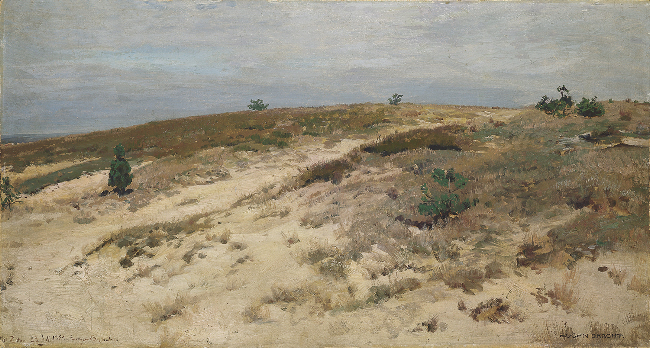
Landes de Neu Zittau, 1884.
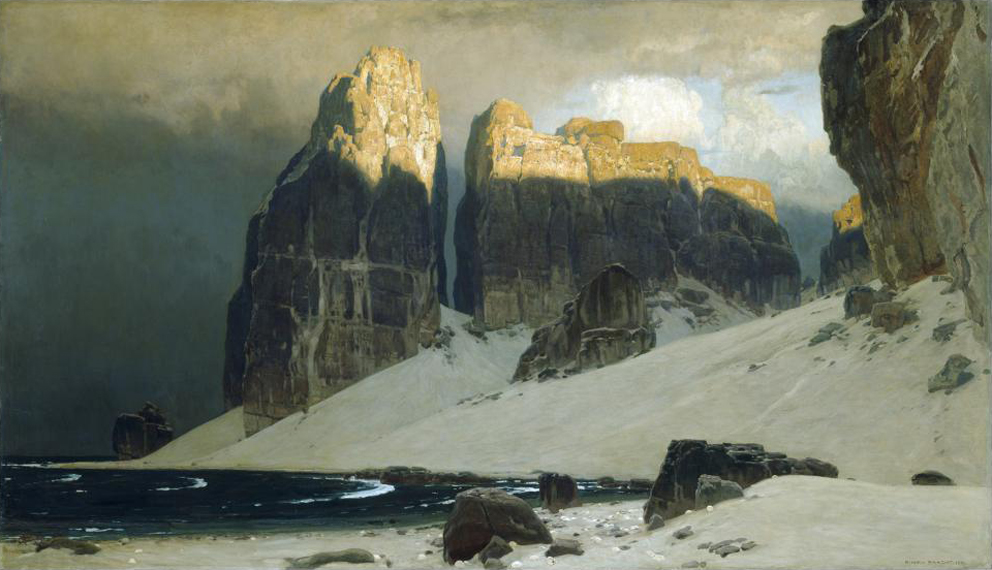
Les Rives de l'oubli, 1889.
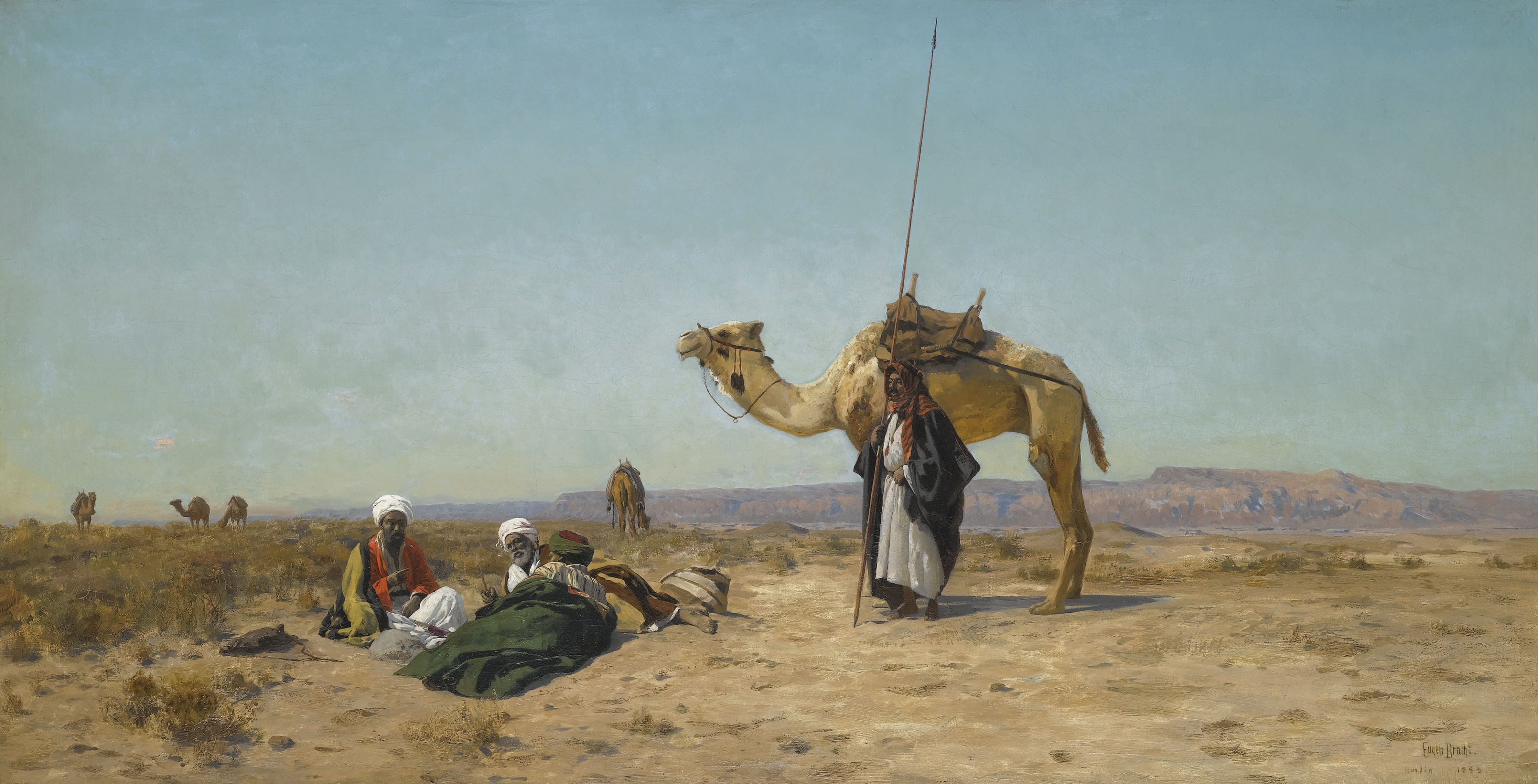
Halte dans le désert de Syrie, 1883.
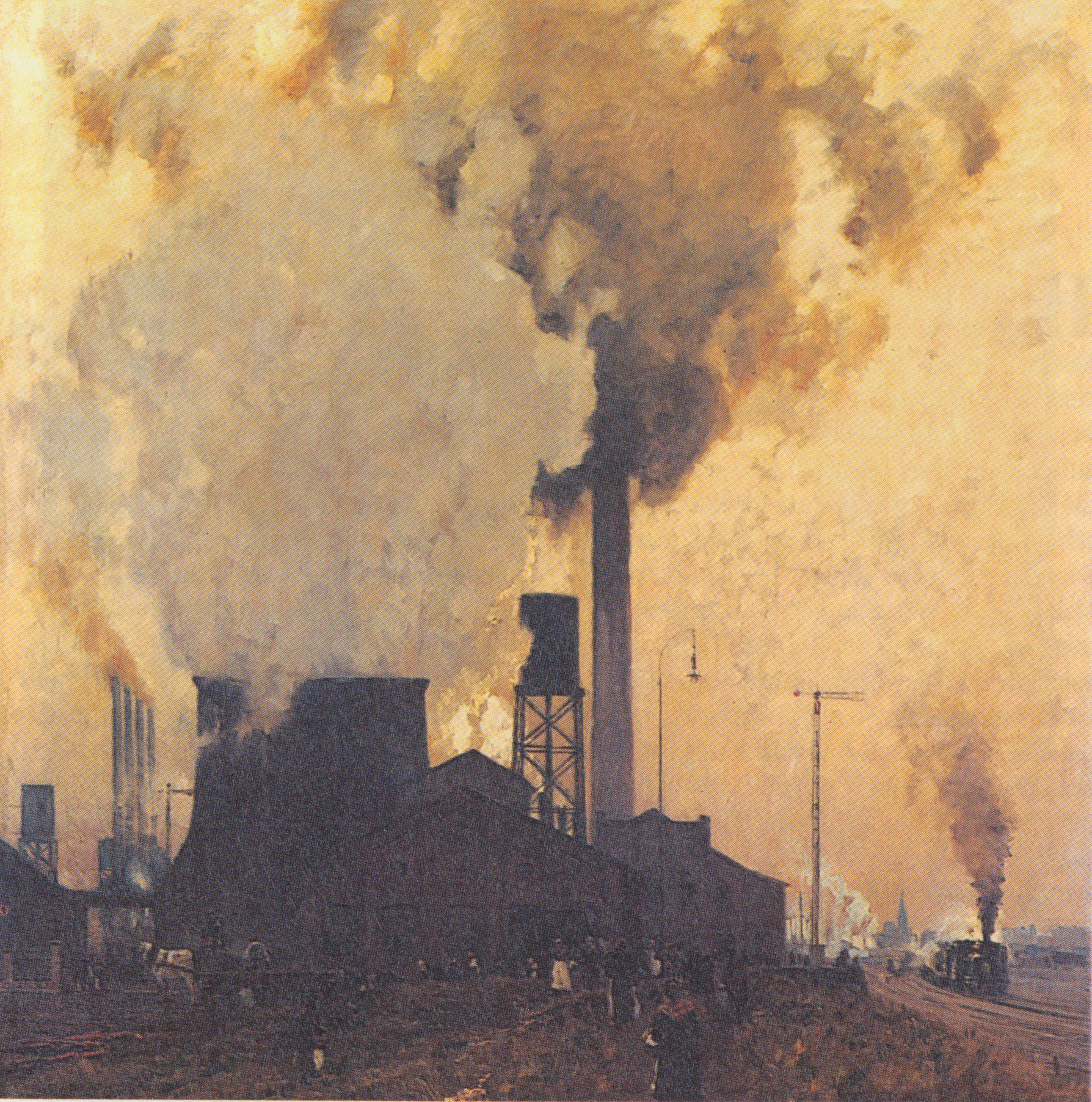
Usine Hoesch à Dortmund, 1907.